# Chris Diamantopoulos
Christopher Diamantopoulos (Toronto, Ontario; 9 de mayo de 1975) es un actor canadiense. Interpretó a Russ Hanneman en la serie de HBO Silicon Valley y protagonizó la película Los tres chiflados como Moe Howard, y la serie de televisión Good Girls Revolt. Prestó su voz a Mickey Mouse en la serie de televisión homónima, El maravilloso mundo de Mickey Mouse y el cortometraje Once Upon a Studio; por el primero, recibió dos nominaciones al premio Emmy, y trabajó en varios personajes de la serie animada de Prime Video Invincible.

## Biografía
Diamantopoulos nació el 9 de mayo de 1975  en Toronto, Ontario, Canadá. Creció dividiendo su tiempo entre Canadá y Grecia. Christopher es de ascendencia griega; su madre es de Ioánina y su padre del Peloponeso . Es miembro practicante de la Iglesia Ortodoxa Griega y habla griego con fluidez.
Conoció a Becki Newton en una estación de metro de Nueva York. Se casaron en 2005. Newton dio a luz a su primer hijo, un niño, en noviembre de 2010. En 2014, tuvieron una niña. En 2020, tuvieron otra niña.

## Trayectoria
Diamantopoulos comenzó trabajando en anuncios de televisión y producciones teatrales profesionales a los nueve años. Dejó su casa a los 18 años para llevar a cabo una serie de giras nacionales de Estados Unidos, después de lo cual llegó a Broadway, donde interpretó el papel principal en The Full Monty (2002) y Los miserables (2003). Asistió al East York Collegiate Institute. 
Interpretó a Robin Williams en Detrás de la cámara: La historia no autorizada de Mork & Mindy, una película para televisión de 2005 sobre el drama detrás de las escenas durante el rodaje de Mork & Mindy. Ha sido estrella invitada en series como Kevin Hill, Charmed, Los Soprano, Nip/Tuck y Boston Legal. En 2007 apareció junto a Debra Messing en la miniserie The Starter Wife, donde estuvo memorable como el decorador de interiores gay de Rodney.
En 2017, Diamantopoulos protagonizó el musical Waitress en Broadway.
El 11 de octubre de 2018, TVLine reveló que tendría un papel en el piloto derivado de la comedia de situación The Middle, interpretando al voluble, encantador y rico jefe de Sue Heck, Nick.
Tiene un próximo papel protagónico junto a Tom Blyth en la comedia Discussion Materials adaptada de las memorias de Bill Keenan del mismo nombre.
Chris ahora divide su tiempo entre Nueva York y Los Ángeles como actor en cine y televisión. También es un reconocido locutor, se le puede escuchar en numerosas campañas y redes nacionales.

## Filmografía
| Año       | Título                                                                 | Personaje                                                                                 | Director | Notas |
| --------- | ---------------------------------------------------------------------- | ----------------------------------------------------------------------------------------- | --- | ----- |
| 2016      | La rebelión de las chicas buenas (Good Girls Revolt)                   |                                                                                           | |       |
| 2013      | The Black Marks                                                        |                                                                                           | |       |
| 2013      | Empire State                                                           |                                                                                           | |       |
| 2012      | Los tres chiflados                                                     | Moe Howard                                                                                | |       |
| 2011-2012 | Up All Night (Serie de TV)                                             | Julian                                                                                    | "The Proposals" (2012) "Letting Go" (2012) "Day After Valentine's Day" (2012) "First Night Away" (2011) |       |
| 2012      | WWF Raw Is War (Serie de TV)                                           | Moe                                                                                       | Episodio emitido el 9 de abril de 2012 (2012) |       |
| 2006-2011 | American Dad! (Serie de TV)                                            | Guy / Abraham Lincoln / Alejandro /                                                       | – "The Scarlet Getter" (2011) (voz) – "Home Wrecker" (2011) … Hombre en el supermercado (voz) – "Daddy Queerest" (2009) … Invitado #3/Brad/Guy (voz) – "Delorean Story-An" (2009) (voz) – "Wife Insurance" (2009) … Hombre/Scott/Alejandro         |       |
| 2011      | Los Kennedy (miniserie)                                                | Frank Sinatra                                                                             | |       |
| 2010      | 24 (Serie de TV)                                                       | Rob Weiss                                                                                 | – Day 8: 6:00 a.m.-7:00 a.m. (2010) … Rob Weiss – Day 8: 5:00 a.m.-6:00 a.m. (2010) … Rob Weiss – Day 8: 1:00 a.m.-2:00 a.m. (2010) … Rob Weiss – Day 8: 12:00 a.m.-1:00 a.m. (2010) … Rob Weiss – Day 8: 11:00 p.m.-12:00 a.m. (2010) … Rob Weiss |       |
| 2009      | Under New Management                                                   | Robert Monte                                                                              | |       |
| 2008      | The Starter Wife (Serie de TV)                                         | Rodney                                                                                    | * "Woman Over the Influence" (2008) - "Her Old Man & The Sea" (2008) - "Look Who's Stalking" (2008) - "The French Disconnection" (2008) - "The Ex-Files" (2008)                                                                                    |       |
| 2008      | Eli Stone (Serie de TV)                                                | Jake McCann                                                                               | "Wake Me Up Before You Go-Go" (2008) |       |
| 2007      | C.S.I. (Serie de TV)                                                   | Oliver Zarco – "The Chick Chop Flick Shop" (2007)                                         | |       |
| 2007      | State of Mind (Serie de TV)                                            | Phil Eriksen, MD / Phil Eriksen                                                           | – Lost & Found (2007) – O Rose, Thou Art Sick (2007) – In Bocca Al Lupo (2007) – Passion Fishing (2007) – Between Here and There (2007) See all 6 episodes »                                                                                       |       |
| 2007      | Divorcio en Hollywood (Mini-series de TV) .... como Rodney             | * "Hour 6" (2007) - "Hour 5" (2007) - "Hour 4" (2007) - "Hour 3" (2007) - "Hour 1" (2007) | |       |
| 2007      | Raines (Serie de TV)                                                   | Andrew Carver                                                                             | "Closure" (2007) |       |
| 2007      | 300: March to Glory (videojuego)                                       | Daxos (voz) / Comandante persa (voz) / Varios persas (voz)                                | |       |
| 2007      | Three Days to Vegas                                                    | Laurent Perrier                                                                           | |       |
| 2006      | Boston Legal (Serie de TV)                                             | Douglas Karnes                                                                            | "Whose God Is It Anyway?" (2006) |       |
| 2006      | Cásate conmigo                                                         | William                                                                                   | |       |
| 2006      | Los Soprano (Serie de TV)                                              | Episodio "The Fleshy Part of the Thigh" (2006) … como Jason Barone                        | |       |
| 2006      | 52 Fights (telefilm)                                                   | Rob                                                                                       | |       |
| 2005      | Into the Fire (telefilm)                                               | Agente de la NTSB #2                                                                      | |       |
| 2005      | Behind the Camera: The Unauthorized Story of 'Mork & Mindy' (telefilm) | Robin Williams                                                                            | |       |
| 2005      | Jake in Progress (Serie de TV)                                         | Episodio "Stand by Your Man" (2005)                                                       | Cesar |       |
| 2004      | Kevin Hill (Serie de TV)                                               | Episodio "Love Don't Live Here Anymore" (2004)                                            | como Gil Hacker |       |
| 2004      | American Dreams (Serie de TV)                                          | Episodios "One in a Million" (2004) y "Charade" (2004)                                    | entrenador Tom Berg |       |
| 2004      | Charmed (Serie de TV)                                                  | Episodio "Charmed Noir" (2004)                                                            | como Inspector Davis |       |
| 2004      | Nip/Tuck, a golpe de bisturí (Serie de TV)                             | Episodio "Erica Noughton" (2004) …                                                        | Chad Myers |       |
| 2004      | Frasier (Serie de TV)                                                  | Steve                                                                                     | Episodio "And Frasier Makes Three· (2004) |       |
| 2004      | Turno de guardia (Serie de TV)                                         | Hanson                                                                                    | "Black and Blue" (2004) |       |
| 2004      | DeMarco Affairs (Película)                                             | Ernesto Boticelli                                                                         | |       |
| 2003      | Celebrity Deathmatch (videojuego) (voz)                                |                                                                                           | |       |
| 2002      | Ley y orden (serie de TV)                                              | Chris Wilson - "Open Season" (2002)                                                       | |       |
| 2001      | Drop Dead Roses                                                        | Trevor                                                                                    | |       |
| 2000      | The Adulterer                                                          | Dave                                                                                      | |       |